# 岩石圈

岩石圈

岩石圈（Lithosphere）位于地球的表層，薄而堅硬。岩石圈在軟流圈之上，包含部分上地函和地殼。地殼在地幔之上，由莫氏不連續面作為分界。根據板塊構造學說，岩石圈并非整体一块，而是由许多板块组成。

## 地球岩石圈

### 類型

#### 海洋岩石圈
洋底岩石圈典型厚度为50–100公里厚（但在大洋中脊下的岩石圈厚度仅相当于地壳厚度）。大洋岩石圈主要由镁铁质地壳与超镁铁质地幔（橄榄岩）组成，密度比大陆岩石圈更大。随着年龄增加与越来越移动离开中洋脊，大洋岩石圈也逐渐变厚。这种加厚主要是通过传导冷却把热的软流圈转化为岩石圈地幔，因而大洋岩石圈地幔的厚度与其年龄的平方根成比例。
{\displaystyle \,h\,\sim \,2\,{\sqrt {\kappa t}}\,}
其中{\displaystyle h}是大洋岩石圈中地幔的厚度，{\displaystyle \kappa }是热扩散系数（近似10−6 m2/s），{\displaystyle t}是洋底年龄。
大洋岩石圈在生成之后最初数千万年，其密度小于软流圈。此后大洋岩石圈的密度会逐渐增大最终超过软流圈。这主要是因为岩石圈中的地幔部分热胀冷缩，随着温度的下降，其密度超过了软流圈；虽然大洋地壳由于化学分异造成密度总是小于地幔。成熟的大洋岩石圈因重力不稳定而在消减带拆沉进入下伏的地幔软流圈。因而大洋岩石圈的年龄最大不超过1.70亿年，比数十亿年的大陆岩石圈年轻得多。
大洋岩石圈被地幔柱上涌带到地壳表层，其莫氏硬度超过石英岩石。

#### 大陸岩石圈
岩石圈的厚度因地而異。一般而言，大陸地殼的岩石圈厚度大於海洋地殼的岩石圈厚度，但是其具体深度存在争议。大陆岩石圈的厚度约40公里到可能的75公里；其上部的～30到～50公里是大陆地壳。岩石圈的地幔部分主要由橄榄岩组成。大陆地壳主要是长英质岩石。

## 性质
岩石圈相對於其下的軟流圈，屬於較剛性、脆性的一部分。在這種情況下，岩體仍然有足夠的強度來累積能量，發生地震。
岩石圈与软流圈的区别在于对应力的不同响应：岩石圈在很长时间内保持刚性、弹性形变、最终可能发生脆性断裂；软流圈黏滞变形，在应力下塑性形变。
岩石圈的下界是上地幔岩石从脆性转变为黏性的等温线。超过此温度（～1000°C），上地函中最软弱的矿物——橄榄石将黏性形变。

## 被消减的岩石圈
21世纪初的地球物理研究发现，一些被消减的岩石圈的大块深入地幔深达2900公里，几乎接近核幔邊界，同时有的岩石圈块体漂浮于上地幔中，还有的插入地幔400公里但仍附着于上面的大陆板块，类似于佐敦于1988年提出的“构造圈”。

## 发现历史
1914年-1915年，巴雷尔·约瑟夫发表8篇关于地壳均衡的系列研究文章，从力学角度（剛性和流变性）提出了岩石圈与软流圈的分野。但并不受重视。
20世纪六十年代末随着板块构造理论的出现，地球科学界认识到岩石圈代表若干浮于软流圈之上的保持刚性的板块，板块会发生会聚、发散、侧滑等相对运动，并在边界处产生相互作用，导致壳幔物质循环，是大多数地震与火山活动的起因，比莫霍面具有更重要的意义。